# Ácidos polipróticos
Los ácidos polipróticos (ácidos poliácidos o ácidos poliprotónicos) son ácidos que tienen más de un hidrógeno ionizable. Estos ácidos disocian en más de una etapa y cada etapa presenta su propia constante de equilibrio.
Los ácidos polipróticos no ceden de una vez y con la misma facilidad todos los protones, sino que lo hacen de forma escalonada, y cada vez con mayor dificultad. Las correspondientes constantes de disociación, disminuyen mucho (aproximadamente un factor de 10-5) para cada una de las sucesivas ionizaciones.